# John Pym
John Pym, född 1584, död den 8 december 1643, var en engelsk statsman.

## Biografi
Pym tillhörde en gammal ansedd godsägarfamilj i Somersetshire, fick genom studier i Oxford och London grundlig, särskilt juridisk, bildning, erhöll ett ämbete vid uppbördsväsendet och var underhusmedlem i 1614 års parlament och därefter regelbundet sedan 1621. Han gjorde sig först bemärkt genom ett yrkande (november sistnämnda år) på strängare tillämpning av tvångslagarna mot katolikerna och upprättande i detta syfte av en frivillig medborgarsammanslutning.
Efter parlamentsupplösningen insattes han (januari 1622) för en kortare tid i arrest med anledning av Jakob I:s harm över hans energiska framhållande av parlamentets privilegier. Under de följande parlamenten på 1620-talet framträdde Pym mer sällan i förgrunden, och han intog även under den parlamentslösa perioden 1629-40 en försiktig tillbakadragen hållning.
Vid inkallandet av "korta parlamentet" blev Pym från början (april 1640) parlamentsoppositionens erkänt främste ledare. Han utredde i ett utförligt tal (17 april) nationens besvär och olagligheterna i regeringssystemet; då han därjämte förberedde en petition till kungen om, att denne skulle försona sig med sina skotska undersåtar, förekom Karl I petitionens framställande genom att upplösa parlamentet (den 5 maj).
I "långa parlamentet", som sammanträdde den 3 november samma år, tog Pym ledningen genom att (den 7 november) påyrka undersökning av Straffords ämbetsverksamhet på Irland och kort därpå (den 11 november) genomdriva den mäktige ministerns ställande under riksrättsåtal (impeachment). Från hovkretsarna lockades han flera gånger med anbud om skattkammarkanslersämbetet, men förgäves, då något systemskifte synbarligen därvid ej var avsett.
Pym var ingen vän av samhällsomvälvande ytterlighetsåtgärder, men han förfäktade energiskt och konsekvent Englands gamla lagbundna frihet och ansåg denna hotad såväl av kungens dåvarande rådgivare som av katolikernas ränker, varför han i båda fallen påyrkade strängt ingripande från parlamentets sida. Faran för att konungen mot parlamentet skulle använda vapenmakt förmådde Pym till skoningslöshet vid oskadliggörandet av Karls farligaste rådgivare, Pyms forne vän Strafford, och han medverkade därför till dennes förklarande i riksakt (genom en act of attainder) och avrättning (11 maj 1641). 
Pym var även den drivande kraften bakom den sammanfattning av parlamentspartiets krav, som under namnet The grand remonstrance lämnades i november. Karl sökte (den 1 januari 1642) för sista gången en uppgörelse med "kung Pym" (så kallade man vid hovet den mäktige oppositionsledaren) och erbjöd honom åter skattkammarkanslersämbetet. Det är ovisst om Pym avslog anbudet eller om kungen återtog det. Nu följde Karls misslyckade försök att häkta Pym och fem andra oppositionsledare (den 5 januari).
Pym hade tagit sin tillflykt till Londons city, återvände i triumf dem 11 januari och förberedde nu, liksom kungen, alltmer öppet konfliktens lösning med vapenmakt. Sålunda var han den ledande i den "säkerhetskommitté" parlamentet tillsatte i juli och som blev början på en av kungen oberoende parlamentsregering. Sedan inbördeskriget (augusti samma år) öppet utbrutit, ledde Pym med fasthet och hovsamhet parlamentets politik, försonade med varandra parlamentshärens inbördes tvistande generaler och ingick avtal om väpnad hjälp från de skotska presbyterianerna, vilkas kyrkopolitiska krav han därvid dock endast med mycken motvilja accepterade (september 1643).
Pyms hälsa var nu bruten, och hans gamla popularitet syntes vackla; då han kort därefter avled, lät parlamentet på statens bekostnad begrava honom i Westminster Abbey (efter restaurationen 1660 avlägsnades hans kvarlevor därifrån). Pym var sin samtids solidast begåvade och mest vidsynte engelske statsman, en protestantisk ivrare för lagbunden frihet, men ingalunda någon puritansk ytterlighetsman eller partifanatisk demagog.